# Lasioglossum atroglaucum
Lasioglossum atroglaucum là một loài Hymenoptera trong họ Halictidae. Loài này được Strand mô tả khoa học năm 1913.